# Rhizaria (classification phylogénétique)
Cette page a pour objet de présenter un arbre phylogénétique des Rhizaria, c'est-à-dire un cladogramme mettant en lumière les relations de parenté existant entre leurs différents groupes (ou taxa), telles que les dernières analyses reconnues les proposent. Ce n'est qu'une possibilité, et les principaux débats qui subsistent au sein de la communauté scientifique sont brièvement présentés ci-dessous, avant la bibliographie.

## Arbre phylogénétique
Le cladogramme présenté ici ne possède qu'une valeur indicative. Il n'est pas forcément consensuel, et on peut toujours se référer à la bibliographie au bas de l'article.
Le symbole ▲ renvoie à la partie immédiatement supérieure de l'arbre phylogénétique du vivant. Le signe ► renvoie à la classification phylogénétique du groupe considéré. Tout nœud de l'arbre portant plus de deux branches montre une indétermination de la phylogénie interne du groupe considéré.
Les habitudes typographiques des botanistes et des zoologistes sont différentes. Ici, par commodité de lecture, et certains groupes actuels relevant des deux domaines traditionnels, les noms de taxons supérieurs au genre sont tous écrits en caractères droits, les noms de genres ou d'espèces en italiques.
À la suite d'un taxon, sa période d'apparition, quand elle est connue, peut être indiquée suivant la légende suivante :
(Plé) : Pléistocène ; (Pli) : Pliocène ; (Mio) : Miocène ; (Oli) : Oligocène ; (Éoc) : Éocène ; (Pal) : Paléocène ; (Cré) : Crétacé ; (Jur) : Jurassique ; (Tri) : Trias ; (Per) : Permien ; (Car) : Carbonifère ; (Dév) : Dévonien ; (Sil) : Silurien ; (Ord) : Ordovicien ; (Camb) : Cambrien ; (Edi) : Édiacarien. Pour plus de précision si possible, (-) : inférieur ; (~) : moyen ; (+) : supérieur.

- ▲
  - Rhizaria
    - Cercozoa
      - Endomyxa
      - Filosa
        - ? Nucleohelea
        - ...
          - Chlorarachnea ou Chlorarachniophyta
          - ...
            - Metromonadida
            - ...
              - Granofilosea
              - ...
                - Metopiidae
                - Monadofilosa
                  - Cercomonadida
                  - ...
                    - ...
                      - Glissomonadida
                      - Pansomonadida
                      - ...
                        - Sainouroidea
                        - Heliomonadida ou Dimorphida

                    - ...
                      - Auranticordida
                      - Silicofilosea ou Imbricatea
                      - Thecofilosea
                        - Phaeodarea

    - Retaria
      - Radiozoa
        - Nasselaria
        - ...
          - ...
            - Sticholonchea ou Taxopodida
            - Spumellaria

          - Acantharea

      - Foraminifera
        - ...
          - Xenophyophorea
          - Allogromiida
          - Astrorhizida

        - Involutinida (éteint)
        - Carterinida
        - ...
          - Silicoloculinida
          - Spirillinida
          - Miliolida
          - Fusulinida (éteint)

        - ...
          - Lagenida
          - Globigerinida
          - Robertinida
          - Textulariida
          - Rotaliida

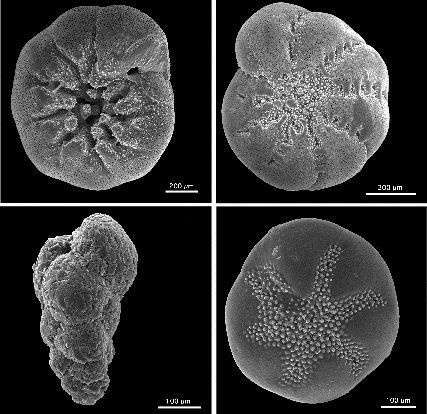
Foraminifères benthiques. Dans le sens des aiguilles d'une montre depuis en-haut à gauche : Ammonia beccarii, Elphidium excavatum clavatum, Buccella frigida, et Eggerella advena (Foraminifera)
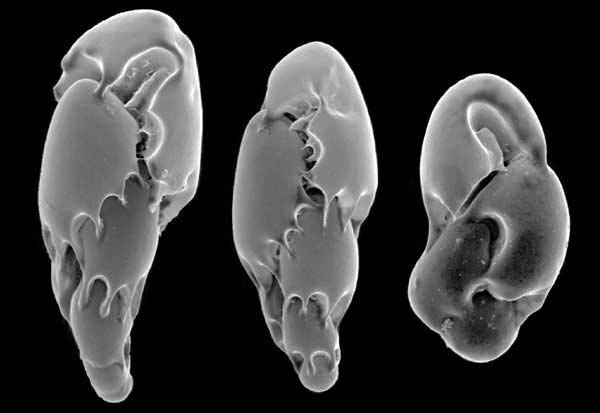
Foraminifères vus au microscope électronique
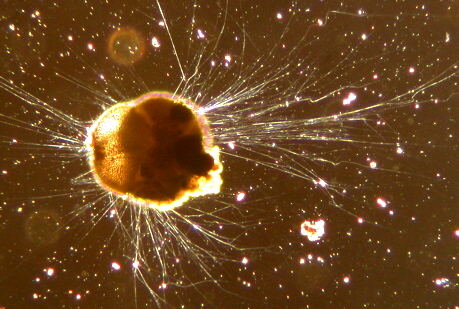
Ammonia tepida (foraminifère benthique) vivant, collecté dans la baie de San Francisco (Californie)
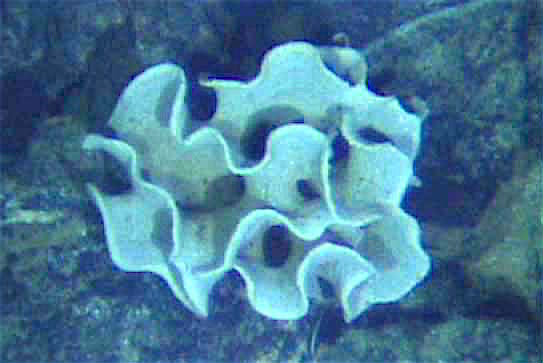
Xenophyophorea, Foraminifera
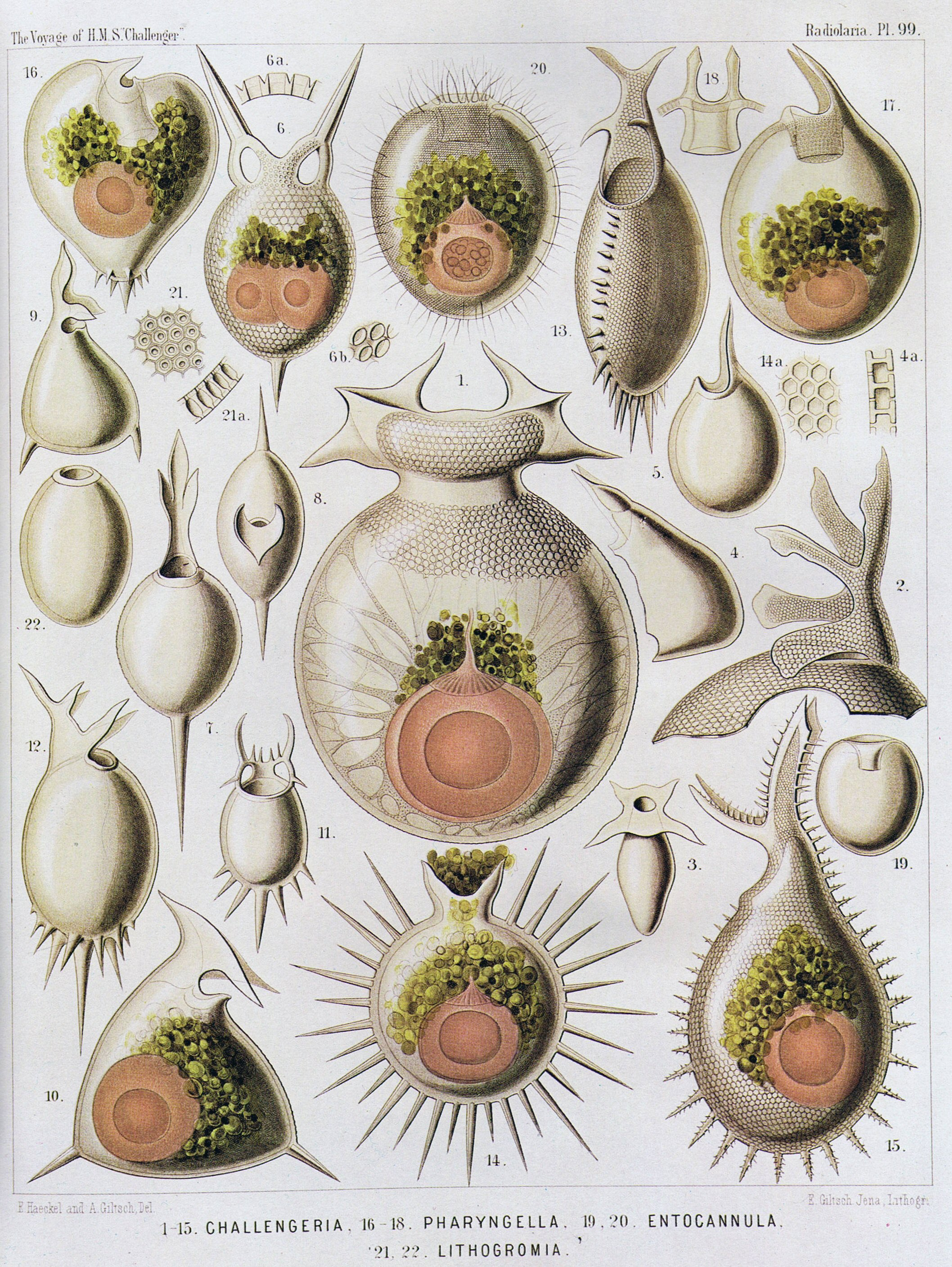
Radiolaires (illustration de l'expédition Challenger, 1873-1876)
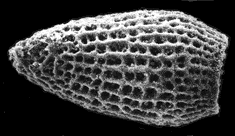
Radiolaire indéterminé
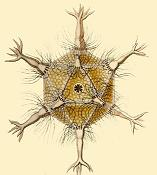
Circogonia icosahedra (Radiolaria), par Ernst Haeckel (1904), dans son ouvrage Kunstformen derNatur

## Débat scientifique relatif à la phylogénie desRhizaria
La monophylie du groupe, récemment acquise, n'est plus remise en question ; par contre, sa place au sein des Eucaryotes ne fait pas l'objet d'un consensus (il semble plus proche des Alvéolés et Straménopiles que des Excavates, rompant ainsi la monophylie des Chromalvéolés).
En son sein, l'important groupe des Cercozoaires est lui aussi de reconnaissance récente. Si certaines analyses donnent les Foraminifères comme prenant racine au sein de ce groupe, à proximité des Gromiidés et Ascétospores, d'autres les positionnent en groupe-frère des Cercozoaires, d'autres encore au sein d'un groupe de Rétariens où ils retrouvent les Radiolaires (hormis les Phéodariés qui sont des Cercozoaires) ; y sont-ils leur groupe-frère (cf. ci-dessus), ou bien les Radiolaires restreints sont-ils eux-mêmes paraphylétiques (comme les Polycystines en leur sein) ? La dernière analyse en date place les Rétariens au sein des Endomyxa, à proximité des Gromiidés.

### Classification proposée par Adlet al.2005
Ce comité a proposé une nouvelle classification, remplaçant celle des anciens Protistes et tenant compte des phylogénies moléculaires récentes. Elle regroupe les Eucaryotes en six groupes réputés monophylétiques. Voici ce qui concerne les Rhizaria.

## En savoir plus
: document utilisé comme source pour la rédaction de cet article.

### Sources bibliographiques de référence
- Fabien Burki, Alexander Kudryavtsev, Mikhail V. Matz, Galina V. Aglyamova, Simon Bulman, Mark Fiers, Patrick J. Keeling et Jan Pawlowski : « Evolution of Rhizaria: new insights from phylogenomic analysis of uncultivated protists », in BMC Evolutionary Biology, 2010, 10:377
- David Bass, Ema E.Y. Chao, Sergey Nikolaev, Akinori Yabuki, Ken-ichiro Ishida, Cédric Berney, Ursula Pakzad, Claudia Wylezich et Thomas Cavalier-Smith : « Phylogeny of Novel Naked Filose and Reticulose Cercozoa: Granofilosea cl.n. and Proteomyxidea Revised », Protist, vol. 160, 2009, pp. 75-109
- David Moreira, Sophie von der Heyden, David Bass, Purificación López-García, Ema Chao et Thomas Cavalier-Smith : « Global eukaryote phylogeny: Combined small- and large-subunit ribosomal DNA trees support monophyly of Rhizaria, Retaria and Excavata », Mol. Phylogenet. Evol., vol. 44, n°1, 2007, pp. 255-266
- Yoshiki Kunitomo, Isao Sarashina, Minoru Iijima, Kazuyoshi Endo et Katsuo Sashida : « Molecular phylogeny of acantharian and polycystine radiolarians based on ribosomal DNA sequences, and some comparisons with data from the fossil record », European journal of protistology, vol. 42, n°2, 2006, pp. 143-153
- David Bass, David Moreira, Purificación López-García, Stephane Polet, Ema E. Chao, Sophie von der Heyden, Jan Pawlowski et Thomas Cavalier-Smith : « Polyubiquitin Insertions and the Phylogeny of Cercozoa and Rhizaria »(Archive.org • Wikiwix • Archive.is • Google • Que faire ?), Protist, vol. 156, 2005, pp. 149-161
- Sina M. Adl et alii : « The New Higher Level Classification of Eukaryotes »(Archive.org • Wikiwix • Archive.is • Google • Que faire ?), J. Eukaryot. Microbiol., vol. 52, n°5, 2005, pp. 399–451

### Sources internet
- « Molecular Phylogeny of Amoeboid Protists »(Archive.org • Wikiwix • Archive.is • Google • Que faire ?)
- Mikko's Phylogeny Archive
- The Taxonomicon
- « Palaeos.org »(Archive.org • Wikiwix • Archive.is • Google • Que faire ?)
- « Palaeos.com »
- « Micro*scope »(Archive.org • Wikiwix • Archive.is • Google • Que faire ?)
- NCBI Taxonomy Browser
- The Tree of Life Web Project